# Al-Madina SC Trípoli
L'Al-Madina SC Trípoli (àrab: نادي المدينة, Nādī al-Madīna, ‘Club de la Ciutat’) és un club de futbol libi de la ciutat de Trípoli.

## Història
El club va ser fundat el 29 d'octubre de 1953. És l'únic club libi que mai ha baixat de la primera divisió.

## Palmarès
- Lliga líbia de futbol:[1]
  - 1976, 1983, 2001
- Lliga Provincial de Trípoli: 
  -     - 1959, 1960, 1976
- Copa líbia de futbol:[2]
  - 1977, 1987, 1990
- Supercopa líbia de futbol: 
  - 2001